# Красна Новь (Воскресенський район)
Красна Новь (рос. Красная Новь) — присілок в Воскресенському районі Нижньогородської області Російської Федерації.
Населення становить 3 особи. Входить до складу муніципального утворення Глуховська сільрада.

## Історія
Від 2009 року входить до складу муніципального утворення Глуховська сільрада.

## Населення
| 1999 | 2002 | 2010 |
| ---- | ---- | ---- |
| 10   | ↘6   | ↘3   |